# 森正幸
森 正幸（もり まさゆき、1949年 - 2013年9月10日）は、日本の知的財産学者・特許権法学者。大阪工業大学知的財産学部・知的財産専門職大学院元教授。元特許庁審判部審判長。元世界知的所有権機関(WIPO) PCT参与。
専門は、特許法・実用新案法・知的財産法、技術マネジメント。

## 略歴
1972年東京工業大学理学部卒業。ゼネラル（現：富士通ゼネラル）入社。1974年通商産業省（現：経済産業省）特許庁入庁。1978年同審査第二部応用光学審査官。1991年同審判部第14部門審判官。1992年世界知的所有権機関(WIPO) PCT参与。1998年特許庁審判部審判長。2004年大阪工業大学知的財産学部教授。2005年同大学大学院知的財産研究科（知的財産専門職大学院）教授。
大阪工業大学において、2003年開設の日本初の知的財産学部および2005年開設の知的財産専門職大学院の初期の知的財産教育の育成に貢献した。
主な所属学会は、日本知財学会など。
2013年9月10日、虫垂癌のため死去。